# Мирза Могол
Султан Мухаммад Захир уд-Дин, более известный также как Мирза Могол (1817 — 23 сентября 1857) — могольский правитель, принц из династии Бабуридов. Он сыграл значительную роль во время Индийского восстания 1857 года. Мирза Могол был одним из трех пленных могольских принцев, застреленных англичанами у ворот Старого Дели, которые впоследствии стали известны как «Кхуни Дарваза» («Кровавые ворота» или «Ворота убийства»).

## Ранняя жизнь
Мирза Могол родился в 1817 году в Красном Форте. Пятый сын Бахадур-Шаха II Зафара (1775—1862), 19-го и последнего императора Великих Моголов (1837—1857). Его мать, Шариф-уль-Махал Сайидини, происходила из аристократической семьи Сайидов, которая претендовала на происхождение от пророка Мухаммеда.
После смерти в 1856 году своего старшего сводного брата, Мирзы Фахру, Мирза Могол стал старшим живущим законнорожденным сыном Бахадур Шаха Зафара. Однако англичане отказались признать кого-либо наследником делийского престола и заявили, что монархия будет упразднена после смерти Бахадур Шаха Зафара.

## Индийское восстание 1857 года
В мае 1857 года сипаи, состоявшие на службе Ост-Индской компании, подняли восстание против английского владычества и ворвались в Дели. Они направились прямо во дворец, сообщили императору о своих обидах на английских командиров, подтвердили свою преданность Бахадур Шаху Зафару, прося его оказать им поддержку. Через несколько дней, оценив ситуацию, Мираз Могол и некоторые из его сводных братьев подали прошение своему отцу о назначении во главе повстанческих сил. Их просьба вначале была отклонена императором, но позднее удовлетворена. Мирза Могол, как старший из сыновей императора, был назначен главнокомандующим повстанческих войск. Хотя Бахадур Шах Зафар, по-видимому, выступал против хладнокровного убийства европейских пленных, принцы также, по-видимому, были вовлечены в этот акт. Мирза Могол не имел абсолютно никакой подготовки или опыта для своей новой должности. Тем не менее, он энергично стремился организовать войска, принять меры для их расквартирования и снабжения продовольствием, а также привнести подобие порядка в беспокойный город. Вскоре его неопытность стала очевидной, и через несколько недель он был отстранен от командования. В Дели прибыл крупный отряд повстанцев из Барейли под командованием Бахт-Хана, бывшего индийского офицера (субедара) на службе Ост-Индской компании. Бахт-Хан заслужил репутацию артиллерийского офицера во время афганских войн. Вскоре после его прибытия императора назначил Бахт-Хана главнокомандующим, а Мирзу Могола оставил отвечать за снабжение повстанческой армии. Через несколько недель Мирза Могол был назначен управляющим города Дели.

## Арест
К середине сентября 1857 года восставшие стали терпеть поражения. Английские войска восстановили контроль над районами, прилегающими к Дели, и были сосредоточены на горном  хребте, возвышающемся над столицей, для окончательного штурма города, который стали быстро покидать местные жители, бежавшие, в основном, в сельскую местность. Когда британцы взяли под свой контроль столицу, император 82-летний Бахадур Шах II покинул Красный форт и укрылся в Мавзолее Хумаюна, которая вто время находилась за пределами Дели. С ним были Мирза Могол и еще два принца (сын, Мирза Хизр Султан и внук, Мирза Абу Бакр). Шпионы доложили об их местоположении английскому майору Уильяму Ходсону, который приказал передать им, что они не смогут бежать и предлагал им сдаться. Но они отказались сдаваться.
На следующее утро майор Уильям Ходсон отправился к гробнице с сотней индийских соваров (кавалеристов) и потребовал безоговорочной капитуляции от императора и принцев. Сопротивление в этот момент никак не входило в планы императора, который пришел к могиле своего прославленного предка, чтобы помолиться, и, возможно, в надежде, что святость гробницы обеспечит убежище для него и членов его семьи. Ходсон послал двух индийских помощников (Раджаба Али и Илахе Бахша) на переговоры с императором. Бахадур Шах II послал Ходсону ответ с предложением немедленно сдаться его отряду при условии, что ему сохранят жизнь. Ходсон согласился на это.
Когда соглашение было достигнуто, император, доверившись слову Ходсона как британского офицера, вышел из мавзолея и лично обменялся приветствиями с майором. Найдя старика крайне слабым от напряжения, Ходсон велел императору отдохнуть под тенистым деревом и принять прохладительные напитки. Затем императора отправили обратно в Дели, посадив в паланкин под конвоем сикхов. Тем временем оставшиеся девяносто солдат собирали оружие у разношерстной толпы крестьян, джихадистов и придворных, которые безропотно сдавали свое оружие по приказу императора.

## Смерть
Вскоре после этого, когда император был арестован и доставлен в Красный форт, майор Уильям Ходсон отправился в Дели с небольшим отрядом солдат. Верхом на лошадях они вскоре догнали отряд, везущий принцев. Когда они приблизились к воротам столицы, Ходсон увидел, что там собралась толпа горожан, ожидая увидеть возвращение императора и принцев. Кроме того, толпа любопытных жителей деревни и вооруженных граждан следовала за принцами, когда они прошли несколько миль до ворот Дели.
Высказывалось предположение, что Ходсон потерял самообладание, увидев вооруженную толпу, или что он хотел отомстить за участие принцев в убийстве безоружных пленников. Другие предположили, что присутствие толпы наводило его на мысль, что это была подходящая арена для того, чтобы послать ясный сигнал индийцам и продемонстрировать силу и безжалостность британцев. Другие же предположили, что Ходсон заключил соглашение со старым императором недобросовестно и что он никогда не намеревался сдержать свое слово. Во всяком случае, мысль о том, что нарушение договора, которое он дал несколько минут назад, дав честное слово офицера британской армии старику, весьма уважаемому этой толпой, скорее очернит репутацию британцев, чем укрепит ее, была явно выше понимания Ходсона.
У городских ворот Ходсон приказал трем принцам слезть с повозки. Затем с них сняли верхнюю одежду. Принцы с обнаженной грудью выстроились в ряд на виду у всей толпы. Затем Ходсон достал пистолет и сам в упор расстрелял трех безоружных полуголых принцев. После убийства принцев Ходсон лично снял с их тел драгоценности, среди которых были кольца с печатками, бирюзовые повязки и украшенные драгоценными камнями мечи, которые носили три принца. Он прикарманил эти ценности как военные трофеи, хотя они были получены путем убийства разоруженных военнопленных при сомнительных обстоятельствах. Тела трех принцев были брошены обратно в повозку, запряженную волами, отвезены в полицейский участок внутри города, брошены на землю перед этим зданием и оставлены там на всеобщее обозрение.
Ворота, возле которых совершались казни, стали известны как Кхуни Дарваза, что означает «Кровавые ворота» или «Ворота убийства».